# Cladistica
La cladistica, o tassonomia cladistica (dal greco κλάδος [kládos] = ramo), è un metodo monofiletico di classificazione dei viventi, messo a punto da Willi Hennig (1913-1976), che si basa sul grado di parentela ovvero sulla distanza nel tempo dell'ultimo progenitore comune. È nota anche come sistematica filogenetica. La cladistica è infatti utilizzata prevalentemente nella ricostruzione filogenetica, invece, per le definizioni delle specie, si preferisce un approccio parafiletico.

## Metodologia

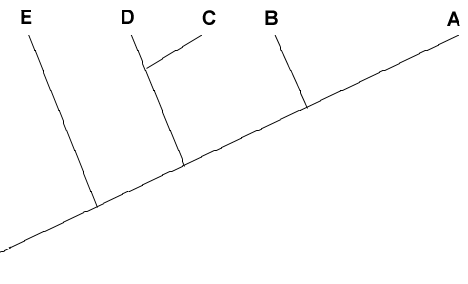
Esempio di cladogramma

In base al metodo di classificazione cladistica, animali e piante vengono disposti in gruppi tassonomici monofiletici - i cladi - comprendenti ciascuno un antenato comune e tutti i suoi discendenti. Le relazioni evolutive sono stabilite a partire dai caratteri condivisi, le "omologie", presumendo che esse stiano a indicare un antenato comune. Le strutture omologhe sono quelle che, in diversi organismi, hanno un'origine comune, anche se non necessariamente la stessa funzione. Ad esempio, le ali degli uccelli sono omologhe alle pinne pettorali dei delfini.
Le omologie si contrappongono alle "analogie" (o omoplasie). Due caratteri sono analoghi quando non hanno un'origine comune ma condividono la stessa funzione. Ad esempio, le ali degli uccelli sono analoghe alle ali delle farfalle, anche se evoluzionisticamente sono due cose distinte. Lo studio cladistico si basa sull'identificazione delle omologie presenti in un gruppo in studio.
Viene poi determinata la "polarità" di tali omologie, cioè si assume che gruppi di organismi di più recente parentela condividano caratteri omologhi "derivati". Questi caratteri derivati si sono originati da una forma "ancestrale" di quei caratteri, presente prima delle diramazioni che hanno dato origine al gruppo di organismi in studio.
Per stabilire quale sia la forma ancestrale e derivata di un carattere si identifica un outgroup, cioè un gruppo di organismi esterno al gruppo in studio, perché originato da un antenato più antico, ma più vicino evoluzionisticamente al gruppo in studio più di quanto sia qualunque altro gruppo esterno. Lo stato del carattere presente nell'outgroup viene considerato ancestrale (plesiomorfo) mentre lo stato o gli stati dei caratteri presenti nel gruppo in studio vengono definiti caratteri derivati (apomorfi).
La condivisione di "caratteri derivati" da parte di un gruppo di organismi viene detta sinapomorfia, e le sinapomorfie sono indice di monofilia, cioè portano a considerare i membri di quel gruppo come derivati da un unico antenato comune.
Per la cladistica solo i gruppi monofiletici, cioè formati da tutti gli organismi che condividono un antenato comune recente, possono essere elevati al rango di clado e costituire una categoria tassonomica.
La classificazione si basa inoltre sull'assunto che due nuove specie si formino "improvvisamente" (cioè in un "breve" tempo geologicamente parlando secondo la teoria degli "equilibri punteggiati") per separazione da un antenato comune anziché attraverso un graduale cambiamento evolutivo. Tali relazioni sono illustrate mediante diagrammi - i cladogrammi - formati da un sistema di ramificazioni dicotomiche. Ciascun punto di ramificazione rappresenta una divergenza da un antenato comune.
Linee filetiche discendenti dallo stesso ramo si dicono gruppi monofiletici. Se tale gruppo non comprende tutti i discendenti del progenitore ancestrale verrà detto parafiletico.
Due taxa derivanti da un comune progenitore sono chiamati "gruppi fratelli" o, secondo la terminologia inglese, sister taxa o sister groups.
Un'analisi cladistica si può basare su un'ampia varietà di dati, incluse le analisi di sequenza del DNA (cosiddetti "dati molecolari"), dati biochimici e dati morfologici.